# (36656) 2000 QS202
2000 QS202 (asteroide 36656) é um asteroide da cintura principal. Possui uma excentricidade de 0.18992380 e uma inclinação de 7.58205º.
Este asteroide foi descoberto no dia 29 de agosto de 2000 por LINEAR em Socorro.